# Посинь (Псковська область)
Посинь (рос. Посинь) — присілок в Себезькому районі Псковської області Російської Федерації.
Населення становить 0[18] осіб. Входить до складу муніципального утворення Муніципальне утворення Сосновий Бор.

## Історія
Від 2015 року входить до складу муніципального утворення Муніципальне утворення Сосновий Бор.

## Населення
| 2001 | 2002 |
| ---- | ---- |
| 10   | ↘0   |